# خرسیفرون

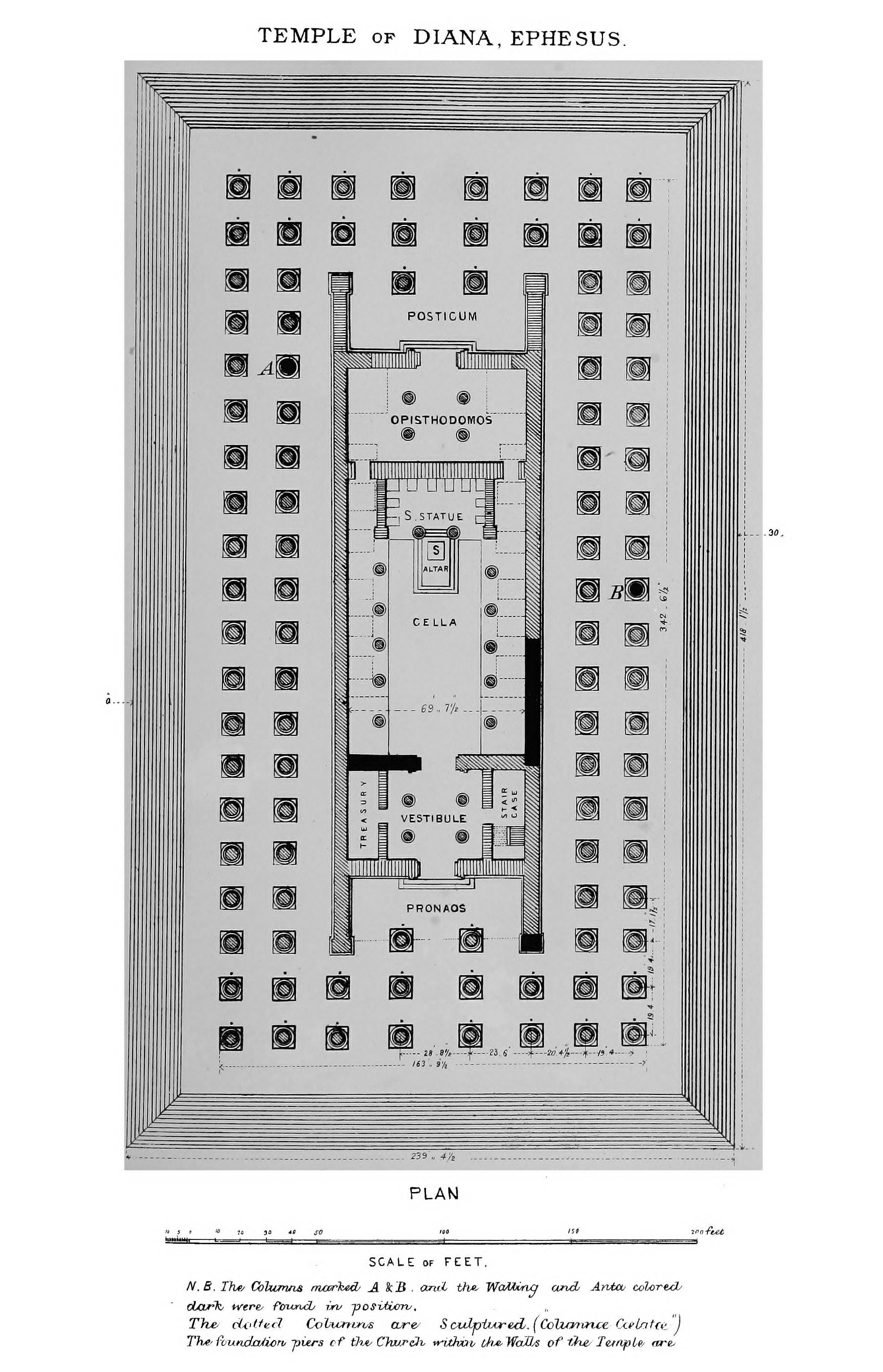
طرح بازسازی معبد آرتمیس در افسس به روایت جان ترتل وود (1877)

خرسیفرون از اهالی کنوسوس، معمار یونانی در کرت بود که احتمالاً پیش از ۵۴۶ ق م درگذشت. او ساختمان معبد بزرگ آرتمیس را در افسس (که یکی از عجایب هفتگانهٴ جهان شمرده شده) آغاز کرد. او برای انتقال ستون‌های عظیم روش تازه‌ای ابداع کرد. پسرش متاگنس ساختمان معبد را ادامه داد و روش انتقال ستون‌ها و سرستون‌ها و نصب آنها را بهبود بخشید. آنان رساله‌ای در این موضوع نوشتند.